# NGC 6731
NGC 6731 – grupa gwiazd znajdująca się w gwiazdozbiorze Lutni; niektóre źródła uznają za NGC 6731 tylko gwiazdę podwójną, wyróżniającą się na tle innych gwiazd grupy. Skatalogował ją J. Gerhard Lohse w 1886 roku, błędnie sądząc, że to obiekt typu „mgławicowego”.